# Hamadi Madi Boléro
 Hamadi Madi (ou Hamada) dit Boléro est un homme politique de l'union des Comores né à Mohéli en 1965. Il a été directeur de cabinet, Président par intérim et Premier ministre du président Azali Assoumani. Il a été un des principaux négociateurs de l'accord de Fomboni en 2001.
Après l'élection du président Ahmed Abdallah Sambi, il a quitté l'Union pour la France depuis 2006. Il a été arrêté à sa descente d'avion en décembre 2008 à Mohéli par les autorités comoriennes alors qu'il regagnait l'île avec la dépouille d'un de ses cousins.